# スキスキDieスキ超Ayeシテル
スキスキDieスキ超Ayeシテル（スキスキだいスキちょうあいシテル）とは、2024年10月16日に発売された宝鐘マリンの楽曲である。。

## 概要
「スキスキDieスキ超Ayeシテル」は、2024年10月16日にシングルとして公開された。MVは2025年7月31日にYouTubeにてプレミア公開され、再生数は投稿からわずか2週間後に400万回に到達した。

## 楽曲制作スタッフ
- 作詞、作曲、編曲：てにをは
- 録音、ミキシングエンジニア：丸岡詩織
- 歌唱：宝鐘マリン

## MV制作スタッフ
- 監督、絵コンテ：梅津朋美
- アート/色彩設計：Shin Joseph
- CGディレクター：岡本菜々子、小川浩太朗
- アニメーション制作：SANZIGEN Inc.
- モーションキャプチャ：exsa、スタジオ タンタ
- 振付：wata
- ロゴ、サムネイル：saku39
- 編集：梅津朋美
- アニメーションプロデューサー：松浦裕暁
- 制作プロデューサー：保住昇汰